# استجابة الشعوب الأصلية للاستعمار

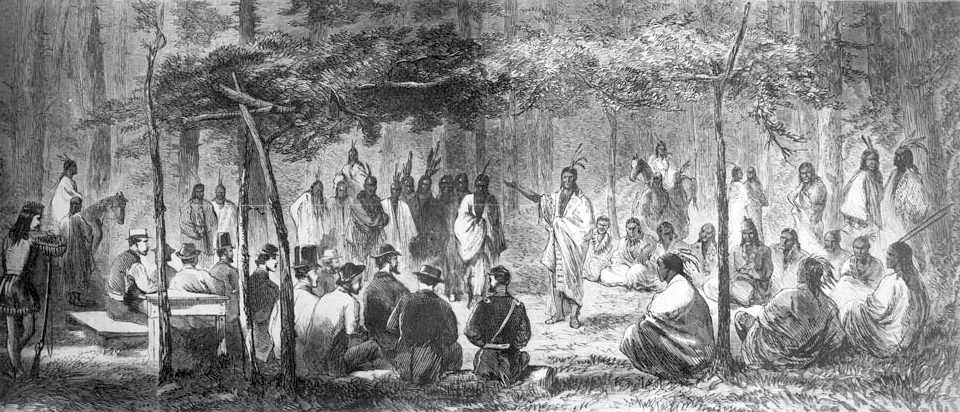
وقعت قبائل كيوا وكومانشي وبلينز وأباتشي وشايان وأراباهو ثلاث معاهدات متتالية مع حكومة الولايات المتحدة، 1867.

تباينت استجابة الشعوب الأصلية للاستعمار بحسب جماعة السكان الأصليين والفترة التاريخية والإقليم والدولة (الدول) الاستعمارية التي تفاعلوا معها. كان للسكان الأصليين دور فعال في استجابتهم للاستعمار. استخدموا المقاومة المسلحة والدبلوماسية والإجراءات القانونية. فرّ آخرون إلى مناطق غير مضيافة أو غير مرغوب فيها أو نائية لتجنب الصراع. مع ذلك، اضطرت بعض الجماعات الأصلية إلى الانتقال إلى المحميات والعمل في المناجم والمزارع الواسعة والبناء والمهام المنزلية. تخلصوا من القبلية واستوعبوا ثقافات المجتمعات الاستعمارية. في بعض الأحيان، شكلت الشعوب الأصلية تحالفات مع واحدة أو أكثر من الدول الأصلية أو غير الأصلية. بشكل عام، كانت استجابة الشعوب الأصلية للاستعمار خلال هذه الفترة متنوعة ومتباينة الفعالية. تتميز مقاومة السكان الأصليين بتاريخ معقد يمتد لقرون ويستمر حتى العصر الحالي.

## خلفية
تمثل الشعوب الأصلية أقدم السكان المعروفين لإقليم كان أو ما زال مستعمرًا من قبل جماعة مهيمنة. قبل عصر الاستعمارية، كانت هناك مئات من الأمم والقبائل في جميع أنحاء الأراضي التي استُعمرت لاحقًا، حيث تنوعت اللغات والأديان والثقافات. كان لدى الشعوب التي عُرفت لاحقًا بالشعوب الأصلية مدن كبيرة ودول مدن ومشيخات ودول وممالك وجمهوريات وكونفدراليات وإمبراطوريات. كان لهذه المجتمعات درجات متفاوتة من المعرفة بالفنون والزراعة والهندسة والهندسة المعمارية والرياضيات وعلم الفلك والكتابة والفيزياء والطب والري والجيولوجيا والتعدين والتنبؤ بالطقس والملاحة وعلم الفلزات وغيرها. واجه سكانها انهيارًا كبيرًا بسبب آثار الاستعمار. هُجّرت معظم الجماعات الأصلية في العالم اليوم من بعض أو كل أراضي أجدادها. وُجدت الشعوب الأصلية ضمن سياق الاستعمار، إذ لم تعتبر «أصلية» دون مواجهة الاستعمار، أي عندما تتحقق سيادتها ويتقرر مصيرها.
في العقود الأخيرة، أولى علم التاريخ الخاص بالسكان غير الأصليين اهتمامًا متزايدًا بفاعلية السكان الأصليين. في السابق، دُرست الشعوب الأصلية باعتبارها ضحية للسياسة والإدارة الاستعمارية، ولكن، ظهرت الآن المجالات المتنامية لدراسات المناطق الحدودية وفعالية السكان الأصليين.
مع انتشار الاستعمار الأوروبي في جميع أنحاء العالم، أصبح المستوطنون مسيطرين من خلال الغزو أو الاحتلال أو الاعتداء. نتيجةً لذلك، كان وما يزال هناك صراع بين المستوطنين والشعوب الأصلية. على مدى مئات السنين في التاريخ الحديث، كانت الجماعات الأصلية هدفًا لعدد من الجرائم الفظيعة بما في ذلك عمليات الإبادة الجماعية المتعددة التي دمرت دولًا بأكملها. رغم ذلك، ما تزال الشعوب الأصلية على قيد الحياة وبعضها يزدهر. يبلغ عددهم 476 مليون نسمة، ويقيمون في 90 دولة حول العالم ويتحدثون أكثر من 5,000 لغة من عدة عائلات لغوية، رغم انقراض مئات الجماعات الأصلية. من بعض الأمثلة على اللغات الأصلية المهمة الباقية أيمارا وغواراني وكيشوا ومابوتشي في أمريكا الجنوبية، ولاكوتا ونافاجو في أمريكا الشمالية، ومايا وناهوا في أمريكا الوسطى، وإنويت في المنطقة حول القطبية، وسامي في شمال غرب أوراسيا، ولغة سكان جزر مضيق توريس والماوري في أوقيانوسيا. للمقارنة، في زمن الاحتكاك عام 1492، كان هناك ما بين 40 و70 لغة منطوقة في أوروبا، معظمها من عائلة اللغات الهندية الأوروبية.
تواصل الشعوب الأصلية نضالها لأنها تعاني من التمييز في معظم البلدان التي تتعايش فيها مع الشعوب غير الأصلية. يعد أغلب السكان الأصليين في العالم ضمن أفقر الجماعات داخل الدول التي يعيشون فيها، وتشكل نسبتهم 19% من فقراء العالم.

## الاحتكاك والغزو
قبل أن يشرع الأوروبيون في اكتشاف الأماكن التي يسكنها غيرهم في عصر الاستكشاف وقبل الاستعمار الأوروبي، كانت الشعوب الأصلية تقيم في نسبة كبيرة من أراضي العالم. مثلًا، في الأمريكتين، تشير تقديرات إلى أن عدد السكان يصل إلى 100 مليون نسمة. كانت استجابة السكان الأصليين للاستعمار متنوعة وتغيرت أيضًا بمرور الوقت إذ اختارت كل جماعة الفرار أو القتال أو الخضوع أو الدعم أو البحث عن حلول دبلوماسية. أحد الأمثلة على مجموعة من السكان الأصليين الذين فرّوا قبيلة بيوثوك في نيوفندلاند، والتي انقرضت الآن عمليًا. ذُبح شعب التشاروا في الدولة التي تُعرف الآن بالأوروغواي وتم تدمير قبيلتهم بالكامل. في المقابل، استوطن شعب النينيتس في الدولة الروسية.
لفترة طويلة، أوضح العلماء أن معدلات الوفيات الكبيرة بين السكان الأصليين عند الاحتكاك بالمستوطنين كانت ناجمة عن أمراض معدية جديدة انتقلت إلى أراضي السكان الأصليين من الخارج. تحولت الدراسات الحديثة لاستكشاف طبيعة الظروف المعيشية الصعبة المفروضة على الشعوب الأصلية بسبب الاستعمار نفسه، ما جعل الشعوب الأصلية أكثر عرضة لأي مرض، بما في ذلك الأمراض الجديدة. بعبارة أخرى، جعلت مسببات الوفاة، مثل العمل القسري بالإضافة إلى الجوع الذين فُرضا نتيجة الاستعمار، الشعوب الأصلية أضعف وأقل مقاومة للأمراض. مثلًا، يؤكد العلماء أن مرض الجدري ربما قتل ثلث السكان في المكسيك المستعمرة، لكنهم يعترفون بعدم وجود دليل لتحديد التأثير بشكل دقيق.
خلال استعمار إسبانيا الجديدة من القرن السادس عشر حتى القرن الثامن عشر، كان تركيز المستعمرين يصب في ممارسة الزراعة والفلاحة والتعدين وبناء البنية التحتية مع استغلال العمالة الأصلية. كان الرق (الاستعباد) أحد العوامل الرئيسية التي أنهكت السكان الأصليين في أمريكا الشمالية. سبق رق السكان الأصليين تجارة الرقيق الأفارقة واستمر حتى القرن العشرين. سمح النظام الملكي الإسباني برق السكان الأصليين الذين أُسروا في «حروب عادلة»، والتي تضمنت مقاومة السكان الأصليين للاستعمار، مثل التحول الديني أو العمل القسري. فُرض العمل القسري على السكان الأصليين ضمن أنظمة ريبارتيميينتو وإنكومييندا والبعثات الإسبانية والهاسيندا (المزارع). أُجبر كل من النساء والأطفال من السكان الأصليين على القيام بالأعمال المنزلية. حتى بعد حظر الرق من قبل الإمبراطورية الإسبانية، ثم المستعمرات السابقة مثل حكومتي المكسيك والولايات المتحدة، استخدم المستفيدون من نظام الرق الأطر القانونية لتجنب التنفيذ، مثل قوانين العيارة وتأجير المحكوم عليهم والعمل لرد الديون.
سعت الدول الأصلية إلى الدبلوماسية أو التحالفات العسكرية من أجل البقاء، وسعت إلى إيجاد دول أخرى حليفة، بما في ذلك الدول الأصلية المجاورة والقوى الاستعمارية الأخرى، كما في الحرب الفرنسية والهندية وحرب 1812. في أمريكا الوسطى، تحالف شعب ميسكيتو مع الإنجليز لمقاومة الاستعمار الإسباني. سعت الشعوب الأصلية إلى إقامة تحالفات إذا أدت إلى تحسين فرصها في البقاء أو خدمت مصالحها. حاولت بعض الدول الأصلية إظهار ولاءها للقوى الاستعمارية بأن تصبح حليفًا عسكريًا أمام هجمات الدول الأصلية الأخرى، كما هو الحال مع شعوب التلاكسكالانيين في الوادي الأوسط للمكسيك. في أحيانٍ أخرى، كانوا يتحالفون مع الرقيق الأفارقة الهاربين، كما في حالة قبيلة السيمينول.

## الاستعمار
أدى الاستعمار الحديث الذي بدأ في القرن الخامس عشر، بالإضافة إلى الملاحة الأوروبية عبر المحيط الأطلسي، إلى توسع الإمبراطوريات الأوروبية وما يرتبط بها من الاستعمار الاستيطاني الذي حدث في الأمريكتين وأوقيانوسيا وجنوب إفريقيا وأبعد منها.

وفقًا للمؤرخة روكسان دنبر أورتيز، تعد حقيقة بقاء السكان الأصليين على قيد الحياة اليوم أمام هجمات الإبادة الجماعية دليلًا على المقاومة:
بينما تكافح الدول والمجتمعات الأصلية للحفاظ على القيم الأساسية والجماعية، فقد قاومت الاستعمار الحديث منذ البداية باستخدام تقنيات دفاعية وهجومية، بما في ذلك الأشكال الحديثة للمقاومة المسلحة لحركات التحرر الوطني وما يسمى الآن بالإرهاب. ناضلوا من أجل بقائهم شعوبًا أمام كل هجوم.